# بنزیل‌پیپرازین
بنزیل‌پیپرازین (BZP) یک داروی تفریحی با خواص شادی آور و محرک است. اثرات تولید شده توسط BZP قابل مقایسه با اثرات آمفتامین است. عوارض جانبی ناشی از مصرف آن شامل روان پریشی حاد، سمیت کلیوی و تشنج است. هیچ گونه مرگ و میر به دنبال خوردن تنها BZP گزارش نشده است، اگرچه حداقل دو مورد مرگ ناشی از مصرف همزمان ترکیب BZP و MDMA گزارش شده است. فروش این ماده در چندین کشور از جمله استرالیا، کانادا، نیوزلند، ایالات متحده، جمهوری ایرلند، انگلستان، بلغارستان، رومانی و سایر نقاط اروپا ممنوع است.

## همچنین ببینید
- دی‌فنیل‌متیل‌پیپرازین
- فنیل‌پیپرازین
- پیریمیدینیل پیپرازین